# エスタディオ・ロマーノ
エスタディオ・ロマーノ（スペイン語: Estadio Romano）は、スペイン・エストレマドゥーラ州メリダにあるサッカー専用スタジアム。1953年に開場し、2013年よりADメリダがホームスタジアムとして使用している。

## 概要
1953年5月24日、収容人数8,000人の陸上トラック付きスタジアムとして開場した。1994-95シーズンにCPメリダがプリメーラ・ディビシオン昇格を果たすと、シーズン終了後にスタジアム全体の修繕工事と拡張工事が行われ、現在の姿に生まれ変わった。
また、2009年9月9日には、国際Aマッチの2010 FIFAワールドカップ・予選としてスペイン代表対エストニア代表戦が開催され、スペイン代表が3-0で勝利を収めた。